# Wrath (album Lamb of God)
Wrath – piąty album studyjny amerykańskiej grupy muzycznej Lamb of God. Wydawnictwo ukazało się 23 lutego 2009 roku nakładem wytwórni muzycznych Epic Records i Roadrunner Records. Płyta dotarła do 2. miejsca listy Billboard 200 w Stanach Zjednoczonych sprzedając się w przeciągu tygodnia od dnia premiery w nakładzie 68 000 egzemplarzy.
Płytę poprzedził singel "Contractor", który ukazał się 19 grudnia 2008 roku. 14 stycznia 2009 roku został wydany drugi singel promujący płytę zatytułowany "Set to Fail". Do utworu został zrealizowany teledysk w reżyserii Douga Spangenberga. Zdjęcia odbyły się 9 stycznia 2009 roku w Richmond w Wirginii.

## Realizacja
Nagrania zostały zarejestrowane w Nowym Jorku, Wirginii i New Hampshire w 2008 roku. Podczas sesji muzycy współpracowali z producentem muzycznym Joshem Wilburem. Mastering odbył się w Bernie Grundman w Hollywood w Kalifornii. Na oficjalnej stronie internetowej Lamb of God regularnie były publikowane filmy dokumentujące prace w studiu.

## Recenzje
Album spotkał się z niejednoznacznym przyjęciem ze strony krytyków muzycznych. Redaktor serwisu AllMusic – James Christopher Monger zwrócił uwagę m.in. na szybkie partie perkusji oraz dobrą produkcję. Z kolei recenzent About.com – Chad Bowar wyróżnił kompozycję "Grace" jako najbardziej przebojową na płycie. Dziennikarz serwisu Onet.pl – Przemek Jurek napisał:

Wrath nie oddala się jednak zanadto od wypracowanych przez zespół patentów. Jest albumem równie ciekawym co "Sacrament", równie dobrym, ale – czy lepszym? "Sacrament" porażał jako całość, "Wrath" chyba zapada w pamięć skuteczniej jako zestaw pojedynczych utworów. Takich jak na przykład obfite w rytmiczne kombinacje "Fake Messiah" i "Dead Seeds", przebojowe wręcz "Grace" czy prące do przodu z potężną energią "Contractor" lub "Everything To Nothing".

## Lista utworów
Opracowano na podstawie materiału źródłowego.
Muzyka i słowa: Lamb of God.
1. "The Passing" – 1:58
2. "In Your Words" – 5:24
3. "Set to Fail"- 3:46
4. "Contractor" – 3:22
5. "Fake Messiah" – 4:34
6. "Grace" – 3:55
7. "Broken Hands" – 3:53
8. "Dead Seeds" – 3:41
9. "Everything to Nothing" – 3:50
10. "Choke Sermon" – 3:20
11. "Reclamation" – 7:05
12. "We Die Alone" (Special Edition bonus track) – 4:37
13. "Shoulder of Your God" (Special Edition bonus track) – 5:52
14. "Condemn the Hive" (Japanese bonus track) – 3:41

## Twórcy
Opracowano na podstawie materiału źródłowego.
| Zespół Lamb of God w składzie - Randy Blythe – śpiew - Mark Morton – gitara rytmiczna, gitara prowadząca - Willie Adler – gitara rytmiczna, gitara prowadząca - John Campbell – gitara basowa - Chris Adler – perkusja |  | Inni - Josh Wilbur – produkcja muzyczna, inżynieria dźwięku, miksowanie - Dave Holdredge – inżynieria dźwięku - Paul Suarez – inżynieria dźwięku - Brian Gardner – mastering - K3N – design - Ken Adams – oprawa graficzna - Larry Mazer – management |

## Wydania
Opracowano na podstawie materiału źródłowego.
| Rok  | Nr katalogowy | Format                                            | Wytwórnia                         | Region            |
| ---- | ------------- | ------------------------------------------------- | --------------------------------- | ----------------- |
| 2009 | 88697453372   | CD, Album, Ltd, Del + CD-ROM, Ltd, Del            | Epic                              | Stany Zjednoczone |
| 2009 | 88697375921   | 12", Album, Ltd                                   | Epic                              | Stany Zjednoczone |
| 2009 | 88697375922   | CD, Album                                         | Epic                              | Kanada            |
| 2009 | RR 7886-5     | CD, Album, Ltd                                    | Roadrunner Records                | Holandia          |
| 2009 | 88697453382   | CD, Album, Ltd, Dig + Box, Ltd, Ltd, Bes + CD-ROM | Epic                              | Stany Zjednoczone |
| 2009 | RRCAR 7866-1  | LP, Album                                         | Roadrunner Records, Cargo Records | Niemcy            |

## Listy sprzedaży
| Lista                   | Kraj              | Pozycja |
| ----------------------- | ----------------- | ------- |
| Billboard 200           | Stany Zjednoczone | 2       |
| Top Internet Albums     | Stany Zjednoczone | 4       |
| Sverigetopplistan       | Szwecja           | 35      |
| Suomen virallinen lista | Finlandia         | 5       |
| SNEP                    | Francja           | 137     |
| RIANZ                   | Nowa Zelandia     | 14      |
| VG-Lista                | Norwegia          | 20      |
| Schweizer Hitparade     | Szwajcaria        | 56      |
| UK Albums Chart         | Wielka Brytania   | 25      |
| ARIA Charts             | Australia         | 7       |
| Ö3 Austria Top 40       | Austria           | 53      |
| MegaCharts              | Holandia          | 52      |